# Йоаким Молдовяну
Йоаким Молдовяну (рум. Ioachim Moldoveanu, 17 серпня 1913, Алба — 31 липня 1981, Крайова) — румунський футболіст, що грав на позиції нападника, зокрема, за клуб «Рапід» (Бухарест), а також національну збірну Румунії. По завершенні ігрової кар'єри — тренер.
Шестиразовий володар Кубка Румунії. 

## Клубна кар'єра
У футболі дебютував 1934 року виступами за команду «Глорія» (Бистриця), в якій провів один сезон. 
Своєю грою за цю команду привернув увагу представників тренерського штабу клубу «Рапід» (Бухарест), до складу якого приєднався 1935 року. Відіграв за бухарестську команду наступні одинадцять сезонів своєї ігрової кар'єри. За цей час шість разів виборював титул володаря Кубка Румунії.
Протягом 1946—1947 років захищав кольори команди клубу «Гривіта».
Завершив професійну ігрову кар'єру у клубі «Рапід» (Бухарест), у складі якого вже виступав раніше. Прийшов до команди 1947 року, захищав її кольори до припинення виступів на професійному рівні у 1948.
| Дата       | Місто              | Господарі  | Результат | Гості      | Турнір             | Голи | Примітки |
| ---------- | ------------------ | ---------- | --------- | ---------- | ------------------ | ---- | -------- |
| 27.06.1937 | Бухарест           | Румунія    | 2 – 2     | Швеція     | товариський матч   | -    |          |
| 04.07.1937 | Лодзь              | Польща     | 2 – 4     | Румунія    | товариський матч   | -    |          |
| 08.07.1937 | Каунас             | Литва      | 0 – 2     | Румунія    | товариський матч   | -    | 46'      |
| 09.06.1938 | Тулуза             | Румунія    | 1 – 2     | Куба       | ЧС 1938 - 1-й етап | -    |          |
| 14.07.1940 | Франкфурт-на-Майні | Німеччина  | 9 – 3     | Румунія    | товариський матч   | -    |          |
| 01.06.1941 | Бухарест           | Румунія    | 1 – 4     | Німеччина  | товариський матч   | -    |          |
| 12.10.1941 | Бухарест           | Румунія    | 3 – 2     | Словаччина | товариський матч   | -    |          |
| 16.08.1942 | Битом              | Німеччина  | 7 – 0     | Румунія    | товариський матч   | -    |          |
| 23.08.1942 | Братислава         | Словаччина | 1 – 0     | Румунія    | товариський матч   | -    |          |
| 11.10.1942 | Бухарест           | Румунія    | 2 – 2     | Хорватія   | товариський матч   | -    |          |
| 13.06.1943 | Бухарест           | Румунія    | 2 – 2     | Словаччина | товариський матч   | -    |          |
| Усього     |                    | Матчів     | 11        |            | Голів              | 0    |          |

## Кар'єра тренера
Розпочав тренерську кар'єру відразу ж по завершенні кар'єри гравця, 1948 року, очоливши тренерський штаб клубу «Рапід» (Бухарест). Досвід тренерської роботи обмежився цим клубом.
Помер 31 липня 1981 року на 68-му році життя.

## Титули і досягнення
- Володар Кубка Румунії (6):

«Рапід» (Бухарест): 1936-1937, 1937-1938, 1938-1939, 1939-1940, 1940-1941, 1941-1942